# Bad Herrenalb
Bad Herrenalb település Németországban, azon belül Baden-Württembergben. Lakosainak száma 8284 fő (2023. december 31.). Bad Herrenalb Dobel, Straubenhardt, Marxzell, Gaggenau, Malsch, Loffenau és Gernsbach községekkel határos.

## Népesség
| Lakosok száma | 4048 | 4763 | 5351 | 5252 | 6318 | 7330 | 7296 | 7489 | 7341 | 8284 |
|               | 1961 | 1967 | 1974 | 1980 | 1987 | 1993 | 2000 | 2006 | 2013 | 2023 |